# Свиденсборо (Њу Џерзи)
Свиденсборо (енгл. Swedesboro) град је у америчкој савезној држави Њу Џерзи.

## Демографија
По попису из 2010. године број становника је 2.584, што је 529 (25,7%) становника више него 2000. године.
| Група             | 2000.         | 2010.         |
| Белци             | 1.504 (73,2%) | 1.664 (64,4%) |
| Афроамериканци    | 339 (16,5%)   | 388 (15,0%)   |
| Азијати           | 7 (0,3%)      | 35 (1,4%)     |
| Хиспаноамериканци | 175 (8,5%)    | 441 (17,1%)   |
| Укупно            | 2.055         | 2.584         |